# Baustatik

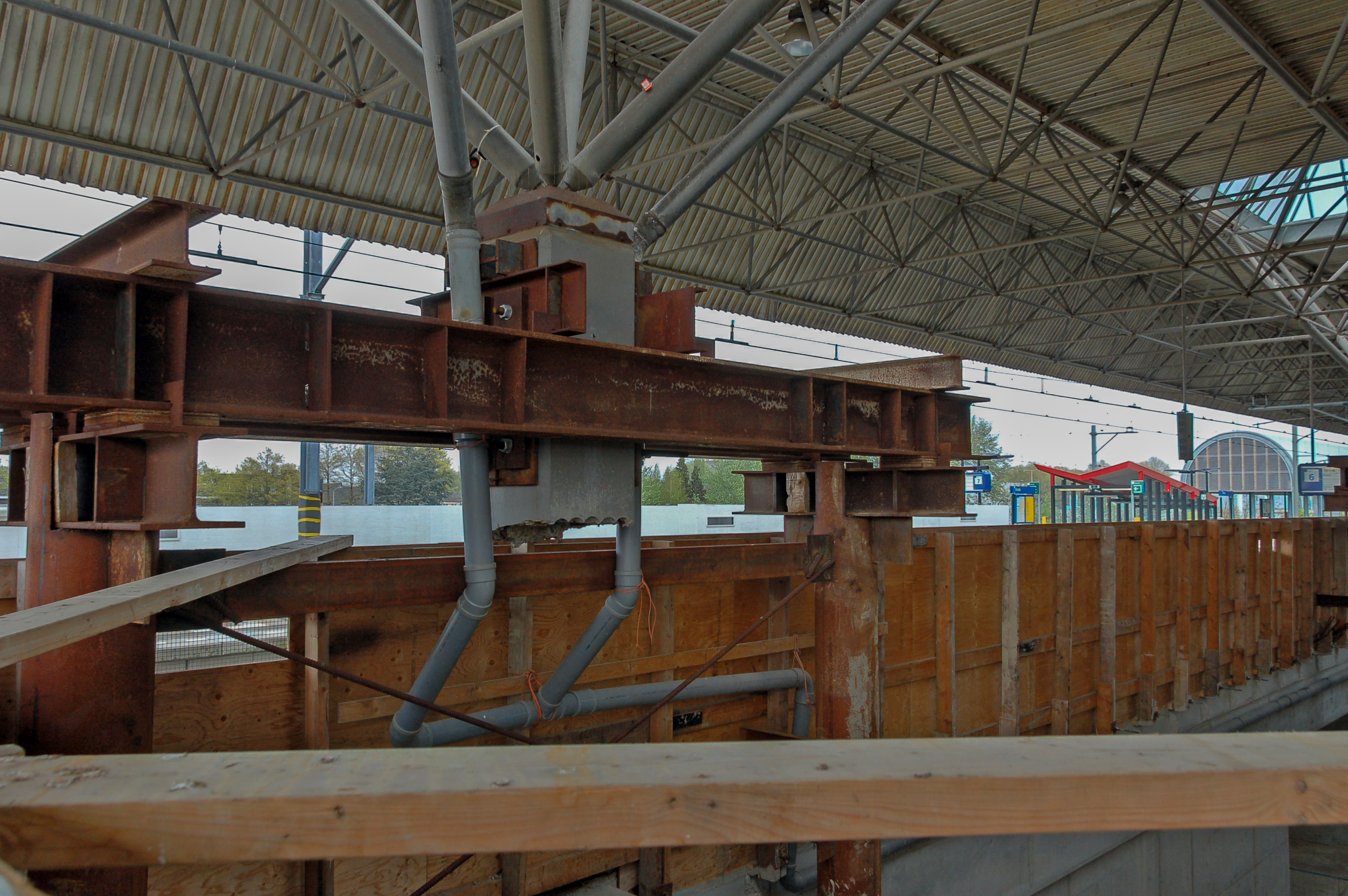
Abfangung einer Dachstütze im Bahnhof Breda, Niederlande – derartige Konstruktionen müssen baustatisch nachgewiesen werden

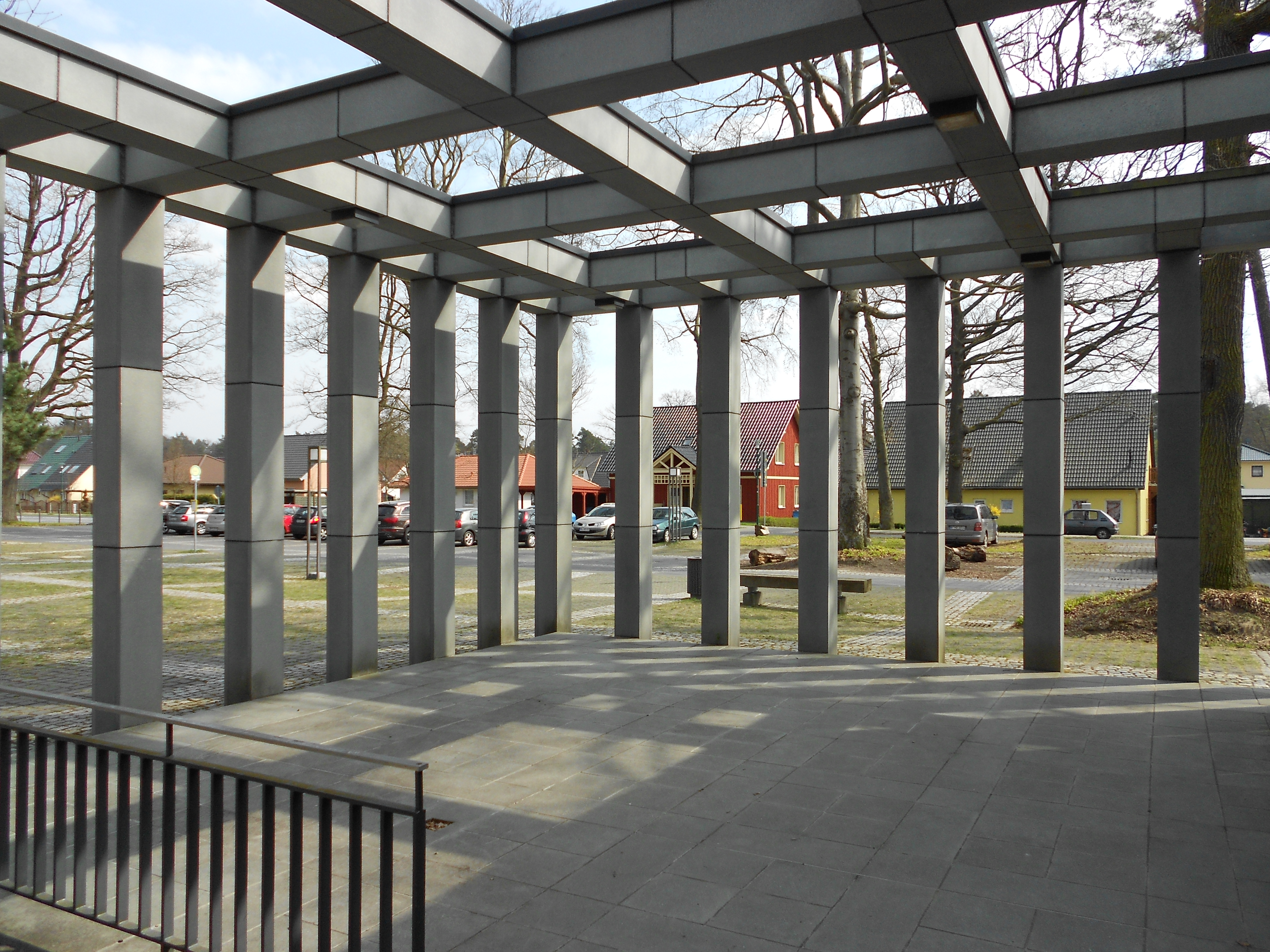
Statisch irrelevante Konstruktion, die nur Eigengewicht sowie vernachlässigbare Wind- und Schneelasten zu tragen hat. Ein Nachweis ist auch für derartige funktionslose Bauelemente erforderlich

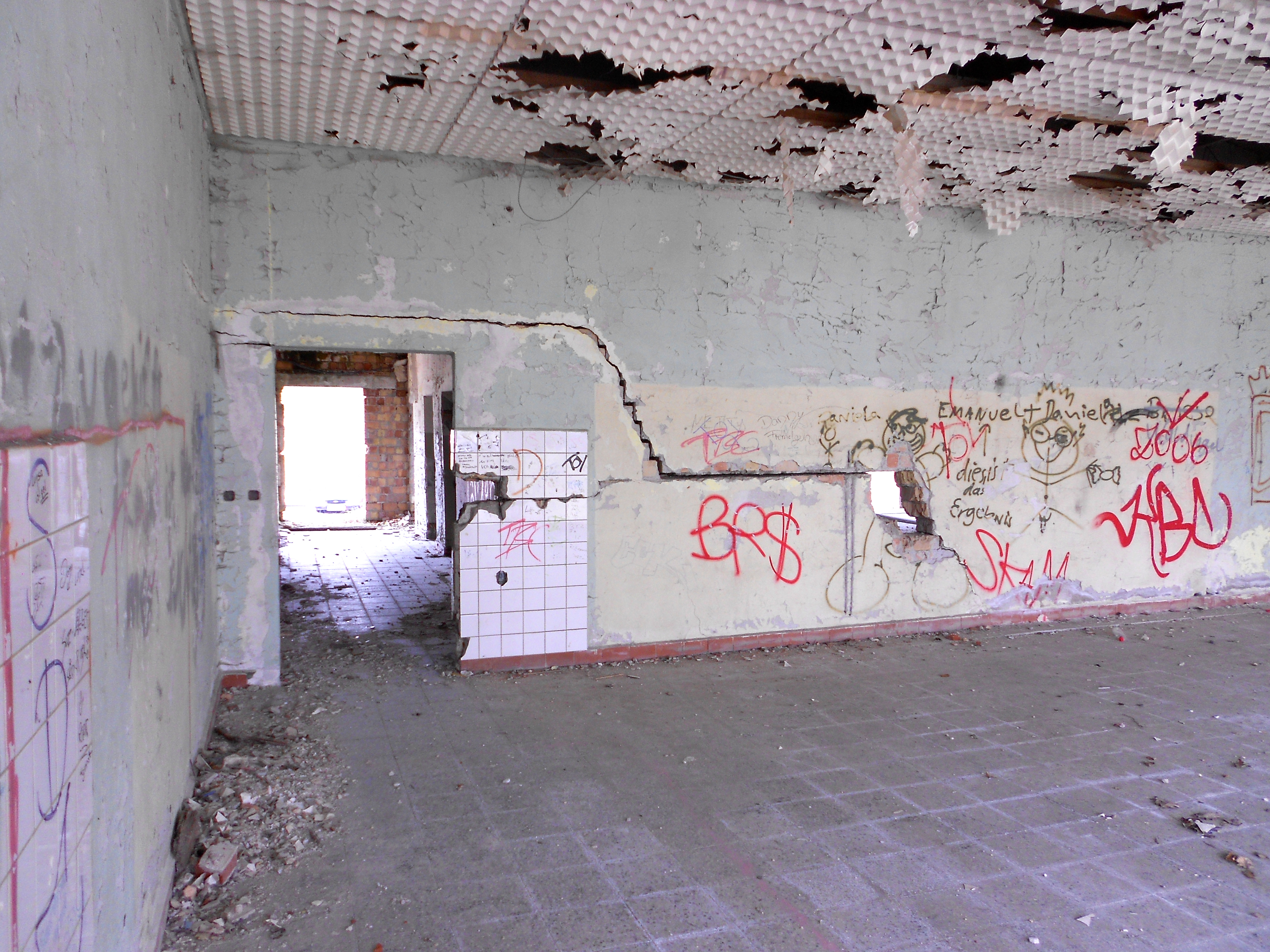
Versagen einer nichttragenden Wand unter einer Spannbetondecke, auch für solche leichten Trennwände werden Fundamente benötigt.

Baustatik oder die Statik der Baukonstruktionen ist die Lehre von der Sicherheit und Zuverlässigkeit von Tragwerken im Bauwesen. In der Baustatik werden die Kräfte und deren gegenseitige Auswirkungen in einem Bauwerk sowie in jedem dazugehörigen Bauteil berechnet.
Die Berechnungsverfahren der Baustatik sind Hilfsmittel der Tragwerksplanung und mit der Lehre der Modellbildung und der Konstruktionslehre Teil der Tragwerkslehre. Die Baustatik bedient sich der Mittel der Festigkeitslehre, der Technischen Mechanik, der Statik starrer Körper und der Kontinuumsmechanik.
Die Baustatik ist eine Sammlung rechnerischer und grafischer Verfahren, welche dazu dienen, bei Bauwerken aus der Einwirkung äußerer Lasten auf Belastungen und Verformungen mit deren Spannungen zu schließen, die Lastabtragung des Tragwerks nachzuvollziehen und damit letztlich dessen Gebrauchstauglichkeit nachzuweisen (ein Tragwerk ist die Modellvorstellung der lastabtragenden Teile eines Bauwerks, die sich in Steifigkeit, Festigkeit und Material grundsätzlich unterscheiden können).
Die auf ein Bauwerk einwirkenden Lasten unterteilt man nach der Häufigkeit ihres Auftretens in ständige (etwa das Eigengewicht der Konstruktion), veränderliche (etwa Schnee, Wind, Temperatur, Verkehr oder schwankende Wasserstände) und außergewöhnliche Einwirkungen (etwa Erdbeben, Feuer oder den Anprall von Fahrzeugen). Diese realen Lasten, werden i. d. R. mithilfe von Normen mit einer gewissen Versagenswahrscheinlichkeit liegend auf der sicheren Seite abgeschätzt. Eine Zielsetzung der Baustatik ist, die ungünstigste Kombination der i. d. R. laut Norm relevanten Kombinationen aus diesen angenommenen Lasten zu ermitteln, und zwar hinsichtlich der Tragsicherheit (z. B. Bruch, Plastizitätsvermögen, Knicken) und der Gebrauchstauglichkeit (z. B. Verformungen, Rissbreiten, Schwingungen).
Die Problemstellungen beinhalten hauptsächlich quasistatische Belastungen sowie statische Festigkeitsnachweise und Stabilitätsnachweise, während die verwandte Baudynamik die Reaktion von Konstruktionen auf zeitlich veränderliche Lasten (wie z. B. Wind) erfasst, wobei dynamische Lasten mit Methoden der Statik berechnet werden können. Diese sogenannte quasistatische Berechnung berücksichtigt die dynamischen Effekte mit Faktoren, die groß genug sind, damit die so ermittelte Abschätzung sicher auf der richtigen Seite liegt. Im normalen Hochbau werden Schwingungsnachweise im Zuge der baustatischen Berechnung je nach Baustoff mit gewissen Bauwerksabmessungen automatisch als erfüllt betrachtet (z. B. im europäischen Norm EN 1992 die Grenzschlankheit, welche die Mindestdicke einer Platte in Abhängigkeit einer fiktiven Spannweite und des Bewehrungsgrades vorschreibt, um einen gesonderten Schwingungsnachweis nicht führen zu müssen).
Als spezielles und spezialisiertes Teilgebiet der Mechanik bedient sich die klassische Baustatik vor allem der Elastizitätstheorie und des Hookeschen Gesetzes, es kann aber genauso in der Plastizitätstheorie, wie der Fließgelenktheorie angewendet werden.

## Abgrenzungen und Begriffe
Der Begriff Statik wird mehrdeutig verwendet und betrifft oft die theoretisch-mathematisch-physikalische Seite (Statik als Teilgebiet der Technischen Mechanik), während die Baustatik die Anwendung dieser Statik im Bauwesen zum Ziel hat. Die Planung des Tragwerkes erfolgt i. d. R. ohne baustatische Berechnungen (i. d. R. vom Architekten). Daraus wird üblicherweise ein statisches Model mit dem Lastabtragungsmechanismus definiert, welcher anschließend üblicherweise die Bemessung folgt, also die Festlegung von Abmessungen, Bewehrung etc.
Der verantwortliche Baustatiker oder Tragwerksplaner – heute in der Regel ein Bauingenieur, seltener ein Architekt – wird umgangssprachlich oft als Statiker bezeichnet. Das Ergebnis seiner Überlegungen und Berechnungen, die Statische Berechnung, wird in einigen Zusammenhängen Standsicherheitsnachweis, meist aber verkürzt ebenfalls Statik genannt.

## Aufgaben
Die wichtigste Annahme der Baustatik wie der Statik ist, dass sich das Tragsystem im Gleichgewicht befindet. Ein wesentlicher Aspekt der Baustatik ist es, aus einem komplexen Bauwerk ein klar definiertes Tragsystem zu modellieren, das die Nachweise mit einem wirtschaftlich sinnvollem Aufwand erfüllen kann. Zuerst werden die rechnerischen Lasten ermittelt. Daraus ergeben sich rechnerische Schnittgrößen und Verformungen, um eine Bemessung durchzuführen. Die einwirkenden Lasten, welche sich im Zuge einer statischen Annahme jederzeit im Gleichgewicht befinden, werden über die tragenden Bauteile kurzgeschlossen.

## Tragwerke

Träger auf zwei Stützen

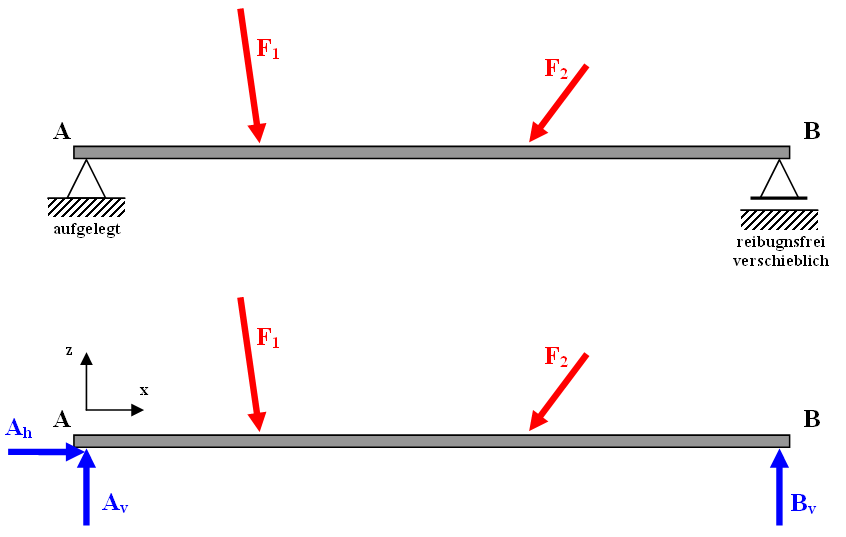
Einfeldträger mit Auflagerkräften

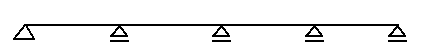
Statisches System eines Durchlaufträgers

Die Baustatik kennt zwei große Gruppen von Tragwerken:
- Stabwerke (Stäbe, Träger, Stützen, Rahmen, Bogen, Fachwerke)
- Flächentragwerke, bestehend aus Platten, Scheiben, Schalen oder Membranen.

## Einwirkungen (Lasten)
Die Einwirkungen (bzw. Lasten), für die ein Tragwerk mittels der Baustatik bemessen werden muss, sind u. a.
- Eigengewicht
- Nutzlast (früher auch Verkehrslast)
- Windlast
- Schneelast
- Wasserdruck
- Erddruck
- Fahrzeuganprall
- Erdbeben; Bemessungskriterien (Erdbeben)
- Eisdruck, Eislast
- Temperatur
- Zwang

Dynamische Lasten (z. B. Stöße, Vibrationen, Erdbeben) und die daraus entstehenden Verformungen (z. B. Vibrationen, Schwingungen) werden im Hochbau und Straßenbau üblicherweise in statische Ersatzlasten umgerechnet, bevor sie auf ein Bauwerk angesetzt werden.

## Berechnungsverfahren
Die Berechnungsverfahren in der Baustatik lassen sich unterteilen in:
- Zeichnerische Verfahren (Grafische Statik)
- Rechnerische Verfahren (Starrkörperstatik, Elastizitätslehre, Nichtlineare Stabstatik, …)

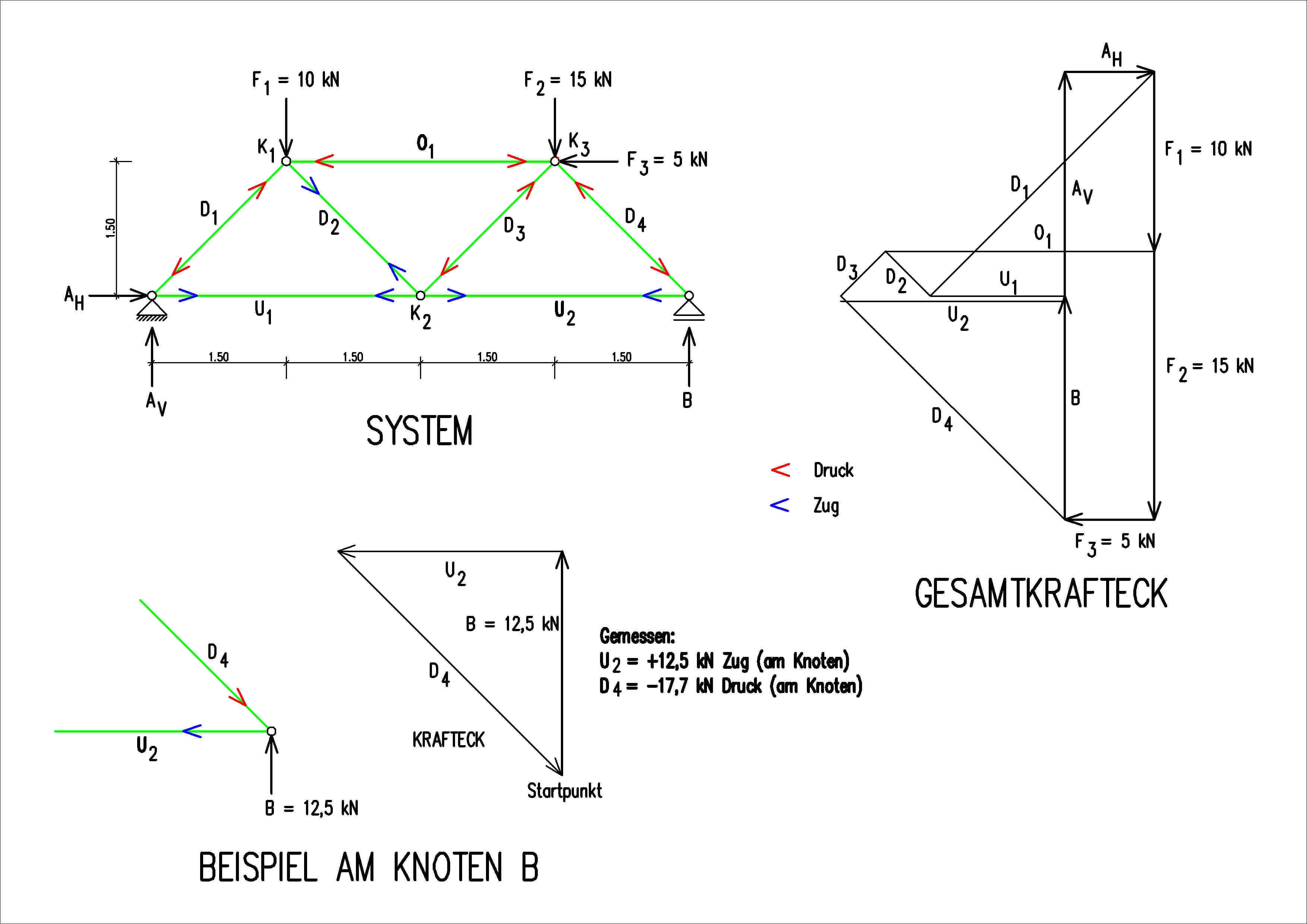
Cremonaplan

- Experimentelle Statik

### Zeichnerische Verfahren
- Cremonaplan
- Drei-Kräfte-Verfahren
- Culmann-Verfahren
- Seileckverfahren
- Krafteckverfahren

### Rechnerische Verfahren
Zu den rechnerischen Verfahren der Baustatik zählen u. a.:

Ritterscher Schnitt

Spannungstrapezverfahren – Spannungen in einem Kragträger

#### Klassische Verfahren
- Rittersches Schnittverfahren
- Kraftgrößenverfahren
- Weggrößenverfahren
- Formänderungsverfahren
- Momentenausgleichsverfahren
- Drehwinkelverfahren
- Cross-Verfahren
- Kani-Verfahren (Verfahren nach Kani)
- Spannungstrapezverfahren

#### Matrizenverfahren
- Finite-Elemente-Methode (FEM)
- Finite-Differenzen-Methode (FDM)
- Randelemente-Methode (REM) (=Boundary Element Method, BEM)
- Discrete element method (DEM) (=Distinct element method)

#### Computer-Berechnungen
Für Konrad Zuse waren die gute Formalisierbarkeit und der hohe Zeitaufwand statischer Berechnungen die ursprüngliche Motivation, programmierbare Rechner zu entwickeln. Statische Berechnungen gehörten darum von Anfang an zu den Computer-Anwendungen, die nach und nach zu statischen Bemessungsprogrammen für jeden Zweck führten. Statische Berechnungen werden heute fast nur noch mit Computerprogrammen erstellt. Die untersuchten statischen Modellbildungen werden oftmals komplexer und anspruchsvoller. Die Berechnung von ebenen Flächentragwerken wie Deckenplatten, elastisch gebetteten Platten, Wandscheiben etc. ist heute in der Praxis eine Routineaufgabe. Mit der Finite-Elemente-Methode werden i. d. R. kompliziertere Tragwerke wie Membran- und Schalentragwerke untersucht.

#### Erweiterte Technische Biegelehre
Die Technische Biegelehre wurde derart erweitert, dass für die allgemeine Schnittgrößenkombination (N, My, Mz, Vz, Vy, T) der zugehörige Verzerrungszustand auch bei nichtlinearem Werkstoffverhalten berechnet werden kann. Er ist ebenfalls eine Dehnungsebene, die infolge der zu berücksichtigenden Gleitung zusätzlich noch verwölbt wird. Bei der Erweiterten Technischen Biegelehre (ETB) werden analog der Technischen Biegelehre die notwendigen Bedingungen von Gleichgewicht und geometrischer Verträglichkeit bei realistischem Werkstoffverhalten erfüllt.
Die Anwendung der ETB macht die getrennten Nachweise Biegebemessung und Schubbemessung überflüssig.

## Theorie I., II. oder III. Ordnung

### Verformtes Tragwerk mit Betrachtung des Gleichgewichtes in der unverformten Lage

#### Theorie I.Ordnung
Bei Anwendung der Theorie I. Ordnung werden die im Balkenquerschnitt herrschenden Gleichgewichte zwischen Belastung (Kräfte und Momente) und Beanspruchung (Spannungen) am unverformten Balken betrachtet. Die Lage der Kräfte wird auf den undeformierten Stabquerschnitt bezogen, d. h. die Verzerrungen und Rotationen müssen viel kleiner sein als 1; hingegen werden die Verzerrungen für die Spannungsberechnung nicht Null gesetzt, da ein undeformierter Stab wegen des verallgemeinerten Hookeschen Gesetzes einem unbelasteten Stab gleichzusetzen wäre. Diese Vorgehensweise ist i. d. R. nur dann zulässig, wenn die Verformungen so klein sind, dass sie die Ergebnisse der Berechnung nur unwesentlich beeinflussen, oder dies normativ geregelt ist.

### Verformtes Tragwerk

Knicken

Wenn die Änderung der Schnittgrößen durch die Auslenkung nicht vernachlässigt werden kann, muss bei der Berechnung die Geometrie des verformten Tragwerkes berücksichtigt werden. Dabei ist es im Allgemeinen außerdem erforderlich, auch die ungewollten Abweichungen des Tragwerkes von der geplanten Geometrie (z. B. Schiefstellung von Stützen) und die Vorverformungen der Bauteile (z. B. Krümmung von Druckstäben) zu berücksichtigen. Die zu berücksichtigende Größe dieser Imperfektionen im Bauingenieurwesen ist in Normen vorgeschlagen.

#### Theorie II.Ordnung
Bei der Theorie II. Ordnung wird i. d. R. angenommen, dass die Verformungen eines Bauteils klein sind. Dies stellt im Bauwesen die Regel dar, denn große Verdrehungen führen u. a. dazu, dass die Gebrauchstauglichkeit i. d. R. nicht mehr gegeben ist. Bei der linearisierten Theorie II. Ordnung folgen aus der Annahme kleiner Verdrehungen φ die Vereinfachungen sin φ = φ und cos φ = 1 der Kleinwinkelnäherung (siehe auch P-Delta-Effekt).

#### Theorien höherer Ordnungen
Seltener ist es erforderlich, auch große Verformungen eines Tragwerkes zu erfassen, die Vereinfachungen der Theorie II. Ordnung gelten dann nicht mehr. Ein Beispiel dafür ist die Berechnung von Seilnetzen. In diesem Fall spricht man von einer Berechnung nach der Theorie III. Ordnung.
Zwischen den Theorien II. und III. Ordnung gibt es keine klare Trennung, weshalb man manchmal auch nur von der Theorie I. und II. Ordnung spricht.
In manchen Büchern kann man auch noch eine Theorie IV. Ordnung finden, die z. B. das Nachbeulverhalten erläutert.

## Baustoffe
Die Berechnungsergebnisse der Baustatik dienen der Bemessung der Tragwerke. Diese unterscheiden sich auch nach den Baustoffen, die deshalb ganz unterschiedliche Bemessungsverfahren bedingen:
- Beton, Stahlbeton, Spannbeton, Mauerwerk (Massivbau)
- Stahl und andere Metalle, speziell Aluminium (Stahlbau und allgemeiner Metallbau)
- Beton mit Stahl (Verbundbau)
- Holz (Holzbau)
- Kunststoff (Kunststoffbau)
- Boden und Erdstoffe (Grundbau)
- Konstruktiver Glasbau

## Geschichte der Baustatik
Die Geschichte der Baustatik ist eng mit den Forschungen und Veröffentlichungen u. a. der folgenden Autoren verknüpft:
- Archimedes (287–212 v. Chr.) Hebelgesetz
- Leonardo da Vinci (1452–1519), erste anschauliche Überlegungen zur Gewölbewirkung und Balkenbiegung, qualitative Aussagen zur Tragfähigkeit
- Simon Stevin (1548–1620), flämischer Mathematiker, Physiker und Ingenieur. Parallelogramm der Kräfte, Statik fester Körper und der Flüssigkeiten; Einführung der Dezimalstellen
- Galileo Galilei (1564–1642), Prinzipien der Mechanik, Festigkeitslehre und Fallgesetze
- Edme Mariotte (1620–1684) – Spannungsverteilung – „Achse des Gleichgewichts“
- Robert Hooke (1635–1703), Proportionalitätsgesetz
- Pierre Bullet (1639–1716), erster Versuch einer Erddrucktheorie 1691
- Sir Isaac Newton (1643–1727), Begründer der klassischen theoretischen Physik und damit der exakten Naturwissenschaften, mathematische Grundlagen der Naturwissenschaften, Formulierung der drei Bewegungssätze, Gleichgewicht der Kräfte, Infinitesimalrechnung
- Gottfried Wilhelm Leibniz (1646–1716) – Widerstandsmomente, Infinitesimalrechnung
- Jakob I Bernoulli (1655–1705), Krümmung des elastischen Balkens, Zusammenhang zwischen Belastung und Biegung; Ebenbleiben der Querschnitte
- Pierre de Varignon (1654–1722), französischer Mathematiker. Zusammensetzung der Kräfte, Gesetz vom Kräfteparallelogramm (Varignon-Parallelogramm), Begriff des Kraftmoments, Seilpolygon
- Antoine Parent (1666–1716) – Dreieckige Verteilung der Zugspannung
- Jakob Leupold (1674–1727) – Durchbiegung und Tragfähigkeit
- Pierre Couplet Starrkörper-Theorie des Gewölbes 1730
- Thomas Le Seur (1703–1770), französischer Mathematiker und Physiker; erstes erhaltenes statisches Gutachten 1742 (für die Kuppel des Petersdoms), mit François Jacquier (1711–1788) und Rugjer Josip Bošković (1711–1787)[1]
- Leonhard Euler (1707–1783) Balkentheorie; elastische Linie; Seile; Knickstab
- Charles Augustin de Coulomb (1736–1806), Reibung, Erddrucktheorie, Gewölbetheorie, Torsion, Festigkeit, Spannungen, Balkenbiegung
- Johann Albert Eytelwein (1764–1848), Auflagerkräfte des Durchlaufträgers, Euler-Eytelwein-Formel
- Louis Poinsot (1777–1859), Kräftepaar 1803
- Claude Henri Navier (1785–1836) Theorie der Hängebrücke 1823; erste umfassende Baustatik, Technische Biegelehre 1826; Untersuchung statisch unbestimmter Stabtragwerke
- Jean-Victor Poncelet (1788–1867), Pionier der Technischen Mechanik (1826–1832) und der Projektiven Geometrie (1822), Gewölbetheorie 1835, Erddrucktheorie 1840
- Augustin Louis Cauchy (1789–1857), Elastizitätstheorie, Spannungsbegriff
- George Green (1793–1841), Grundlegung der Potenzialtheorie für die mathematische Physik
- Gabriel Lamé (1795–1870), Erste Monografie über Elastizitätstheorie 1852
- Barré de Saint-Venant (1797–1886) Prinzip von St. Venant in der Festigkeitslehre, Torsionstheorie
- Émile Clapeyron (1799–1864), Theorem von Clapeyron, Dreimomentengleichung am Durchlaufträger 1857
- William John Macquorn Rankine (1820–1872), Erddrucktheorie 1856, weitere Beiträge zu baustatischen Einzelfragen ab 1858
- Karl Culmann (1821–1881), Fachwerktheorie 1851; grafische Statik 1866
- Gustav Robert Kirchhoff (1824–1887) Plattentheorie
- Luigi Federico Menabrea (1809–1896) Satz von Menabrea zur Formänderungsenergie statisch unbestimmter Systeme (Prinzip von Castigliano und Menabrea)
- Jacques Antoine Charles Bresse (1822–1883), Theorie des elastischen Bogens, Kern des Querschnitts
- Johann Wilhelm Schwedler (1823–1894), Fachwerktheorie 1851, Schwedler-Träger, Schwedler-Kuppel, Dreigelenksystem
- Enrico Betti (1823–1892) Satz von Betti, 1872
- Georg Rebhann (1824–1892), Spannungsnachweis für einfach symmetrische Trägerquerschnitte 1856, Erddrucktheorie 1870/1871
- August Ritter (1826–1908), Ritter'sches Schnittverfahren für statisch bestimmte Fachwerke 1861
- Luigi Cremona (1830–1903), Zeichnerische Bestimmung der Stabkräfte in statisch bestimmten Fachwerken („Cremonaplan“, 1872)
- James Clerk Maxwell (1831–1879), Prinzip der virtuellen Kräfte für Fachwerke 1864, reziproke Figuren in der Fachwerktheorie 1864/1867/1870
- Emil Winkler (1835–1888) Pionier der Technischen Elastizitätstheorie, Winklersche Bettung, Verfahren der Influenzlinien (Einflusslinien), Theorie des elastischen Bogens
- Christian Otto Mohr (1835–1918), Mohr-Coulombsche Festigkeitshypothese; Mohr'scher Spannungskreis; graphische Bestimmung der Biegelinie, Prinzip der virtuellen Kräfte für Fachwerke
- Maurice Lévy (1838–1910) Grafische Statik, Erddrucktheorie, Plattentheorie
- Hermann Zimmermann (1845–1935) Zimmermann-Kuppel, Theorie des Raumfachwerks, Knicktheorie
- Carlo Alberto Castigliano (1847–1884) Sätze von Castigliano, darauf aufbauend Analyse statisch unbestimmter Systeme
- Rudolf Bredt (1842–1900) Bredtsche Formeln in der Festigkeitslehre
- Jakob Johann von Weyrauch (1845–1917), Prägte den Begriff der Influenzlinie (Einflusslinie) 1873, Erddrucktheorie, Technische Elastizitätstheorie
- Friedrich Engesser (1848–1931), Erddrucktheorie, Knicktheorie, Formänderungsergänzungsenergie
- Heinrich Müller-Breslau (1851–1925) Theorie statisch unbestimmter elastischer Stabtragwerke (Kraftgrößenverfahren), insbesondere Prinzip der virtuellen Kräfte für Stabwerke und systematische Anwendung der Energiesätze, Erddrucktheorie
- Joseph Melan (1853–1941), Theorie der Bogen- und Hängebrücken (Theorie II. Ordnung) 1888
- August Föppl (1854–1924), Theorie des Raumfachwerks, Torsionstheorie
- Robert Land (1857–1899) Kinematische Trägertheorie 1887/1888, Trägheitskreis 1892
- Vito Volterra (1860–1940), Integralgleichungsmethoden der Elastizitätstheorie
- Augustus Edward Hough Love (1863–1940), theoretische Kontinuumsmechanik; Lehrbuch über Elastizitätstheorie, siehe auch Love'sche Zahlen
- Hans-Detlef Krey (1866–1928), Erddrucktheorie
- Asger Skovgaard Ostenfeld (1866–1931), Verschiebungsgrößenverfahren (Weggrößenverfahren bzw. Deformationsmethode) 1921/1926
- Maksymilian Tytus Huber (1872–1950), Festigkeitshypothese 1904, Theorie der orthotropen Platte (1915–1926)
- Robert Maillart (1872–1940), Schubmittelpunkt 1924
- Hans Jacob Reissner (1874–1967), Dynamik des Fachwerks 1899/1903, Behälter- und Schalentheorie, Erddrucktheorie
- Theodore von Kármán (1881–1963), Entdecker der wirbelerregten Querschwingung, Knicktheorie, Theorie dünner Schalen
- Stepan Prokofievich Timoshenko (1878–1972) Pionier der modernen Festigkeitslehre
- Kurt Beyer (1881–1952), Lösung linearer Gleichungssysteme
- Hardy Cross (1885–1959), Cross-Verfahren, eine Methode zur iterativen Berechnung statisch unbestimmter Stabtragwerke, 1930
- Georg Prange (1885–1941), Verallgemeinertes Variationsprinzip für elastische und plastische Strukturen 1916
- Hermann Maier-Leibnitz (1885–1962), Experimentelle Traglasttheorie, Stahlverbundtheorie
- Franz Dischinger (1887–1953), Theorie der Stahlbetonschalen, Theorie des Betonkriechens
- Harold Malcolm Westergaard (1888–1950), Theorie der Betonfahrbahn, Historiograf der Baustatik
- Richard V. Southwell (1888–1970), Relaxationsmethode 1935/1940
- Gábor von Kazinczy (1889–1964), Pionier des Traglastverfahrens
- Lloyd H. Donnell (1895–1997), Beultheorie dünner Schalen
- Alexander Hrennikoff (1896–1984), Vorarbeiten zur FEM, 1941
- Aleksei A. Gvozdev (1897–1986) Verschiebungsgrößenverfahren (Weggrößenverfahren bzw. Deformationsmethode) 1927 und Traglastverfahren 1936
- Hans Ebner (1900–1977) Vorarbeiten zur FEM, 1937 (Schubfeldtheorie)
- Herbert Wagner (1900–1982) Theorie der Wölbkrafttorsion, Wagner-Hypothese 1929
- Kurt Klöppel (1901–1985), bahnbrechende Beiträge zur Stahlbauwissenschaft
- William Prager (1903–1980), Stabwerksdynamik 1933, Pionier der Plastizitätstheorie
- Robert Kappus (1904–1973), Theorie des Drillknickens 1937
- Vasily Zacharovich Vlasov (1906–1958), Theorie der elastischen Stabschale 1940
- Raymond D. Mindlin (1906–1987), Bodenmechanik, Plattentheorie
- Hellmut Homberg (1909–1990), Theorie des Trägerrostes 1949
- Gaspar Kani (1910–1968), Kani-Verfahren 1949
- Kurt Hirschfeld (1902–1994) Lehrbuch der Baustatik 1958
- John Argyris (1913–2004), Matrizenstatik, Mitbegründer der Finite-Elemente-Methode
- Eric Reissner (1913–1996), Plattentheorie
- Li Guohao (1913–2005), Theorie der Hängebrücke
- Warner T. Koiter (1914–1997), Stabilitätstheorie
- Wolfgang Zerna (1916–2005), Tensorielle Formulierung der Schalenbiegetheorie
- Clifford Truesdell (1919–2000), Pionier der Rationalen Mechanik
- Olgierd Cecil Zienkiewicz (1921–2009), Pionier der Finite-Elemente-Methode; erstes Lehrbuch der FEM
- Kyūichirō Washizu (1921–1981), Verallgemeinertes Variationsprinzip für elastische und plastische Strukturen 1955
- Bruce Irons (1924–1983), wichtige Beiträge zur FEM
- Haichang Hu (1928–2011), Verallgemeinertes Variationsprinzip für elastische und plastische Strukturen 1955

## Statische Vorschriften

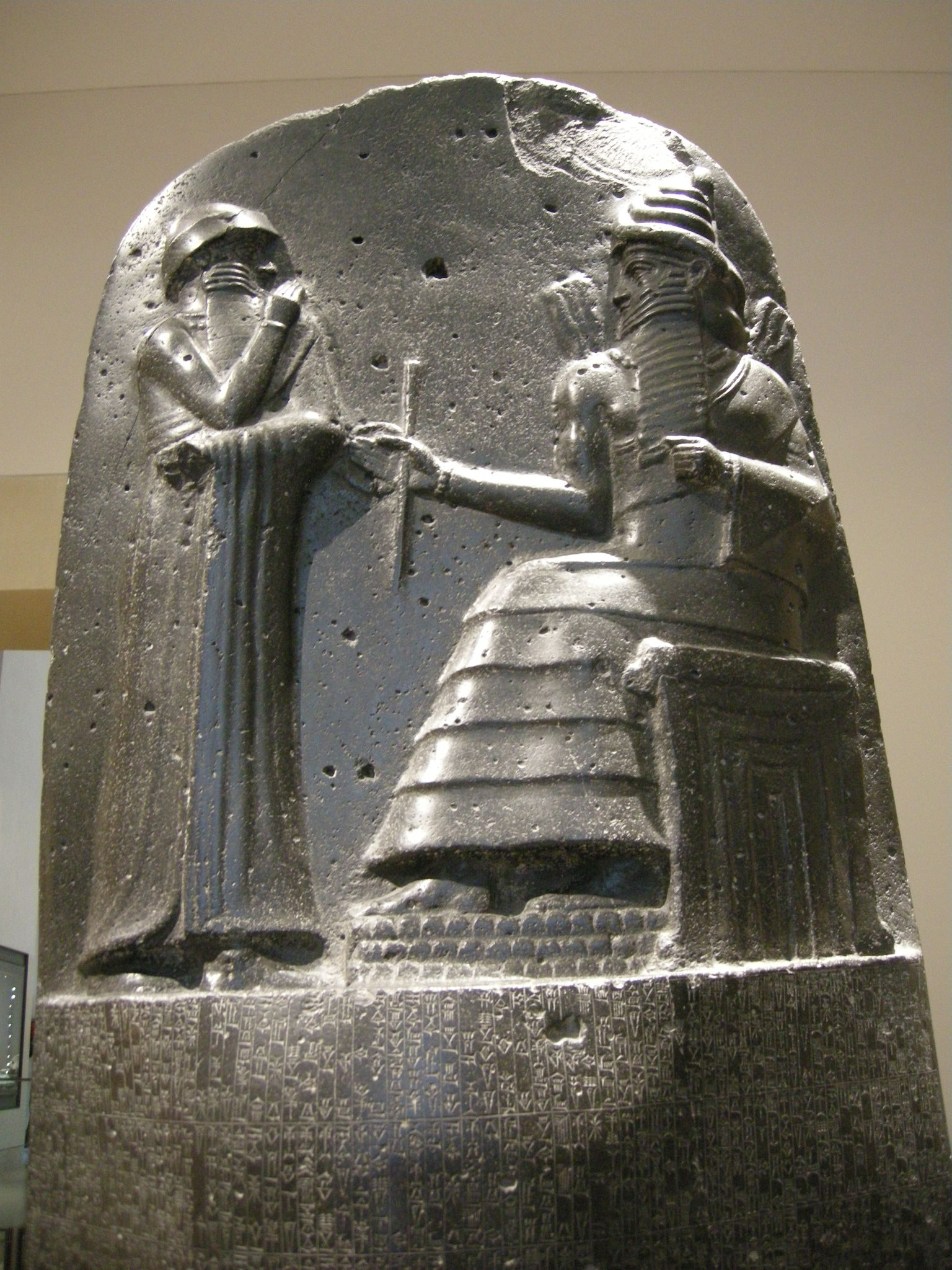
König Hammurapi: harte Strafe für schlechte Baustatik

### Geschichte des Statikrechts
Im Hinblick auf die Gefahren, die durch instabile Gebäude entstehen, ist die Baustatik seit mehreren tausend Jahren auch Gegenstand von Gesetzgebung und Rechtsprechung. Schon in den frühen Kulturen Mesopotamiens gab es spezielle Strafvorschriften für Baumeister, deren Gebäude durch Einsturz Menschen töteten, so im Codex Hammurapi, einer Rechtssammlung des Königs Hammurapis von Babylon (* 1810 v. Chr.; † 1750 v. Chr.).
Statische Vorschriften im engeren Sinn, die eine bestimmte Qualität vorgeben, sind geschichtlich jünger. Im Jahr 27 n. Chr. z. B. brach in Fidenae nördlich von Rom ein zu billig gebautes hölzernes Amphitheater zusammen, wobei es Tausende von Todesopfern gab. Daraufhin erließ der Senat von Rom statische Vorschriften.

### Typische heutige Regelung
Heute sind statische Vorschriften Teil des Bauordnungsrechts. Die eigentlichen gesetzlichen Regeln sind oft sehr kurz und allgemein. So lautete z. B. § 13 der Landesbauordnung Rheinland-Pfalz:
Jede bauliche Anlage muss im Ganzen und in ihren einzelnen Teilen sowie für sich allein standsicher und dauerhaft sein. Die Standsicherheit anderer baulicher Anlagen und die Tragfähigkeit des Baugrundes des Nachbargrundstücks dürfen nicht gefährdet werden.
In der Regel wird dann aber festgelegt, dass weitere Vorschriften über die Bauausführung erlassen werden können. So legt die zitierte LBO in § 87 fest:
Das fachlich zuständige Ministerium kann Rechtsverordnungen erlassen über … 2. die erforderlichen Anträge, Anzeigen, Nachweise und Bescheinigungen.
In § 5 der betreffenden Landesverordnung über Bauunterlagen und die bautechnische Prüfung heißt es dann:
(1) Zum Nachweis der Standsicherheit sind die erforderlichen Berechnungen mit einer Darstellung des gesamten statischen Systems sowie der erforderlichen Konstruktionszeichnungen vorzulegen. Zeichnungen und Berechnungen müssen übereinstimmen und die gleichen Positionsangaben haben. (2) Die statischen Berechnungen müssen die Standsicherheit der geplanten baulichen Anlagen und ihrer Teile nachweisen. Die Beschaffenheit des Baugrundes und seine Tragfähigkeit sind anzugeben. …
Über die einzelnen Bestandteile der statischen Nachweise wiederum existieren eine Vielzahl technischer Regeln. In Deutschland z. B. gibt es dazu eine Vielzahl von verbindlichen DIN-Normen. Über wenige Paragraphen werden so hunderte von Normen mit tausenden Einzelfestsetzungen verbindlich, die idealerweise den technischen Stand der Baukunst verbindlich machen.
In der OIB-Richtlinie steht in 2.1.1:
Tragwerke sind so zu planen und herzustellen, dass sie eine ausreichende Tragfähigkeit, Gebrauchstauglichkeit und Dauerhaftigkeit aufweisen, um die Einwirkungen, denen das Bauwerk ausgesetzt ist, aufzunehmen und in den Boden abzutragen.
Diese in praktisch allen modernen Baurechtsordnungen geforderten Standsicherheitsnachweise werden oftmals von einer besonderen Gruppe von Ingenieuren, den Tragwerksplanern, kurz Baustatiker oder Statikern, erstellt, die auch die Bauausführung insoweit überwachen, etwa die Einhaltung der im Betonbau von ihnen vorgegebenen Stahlbewehrungen.

## Siehe auch

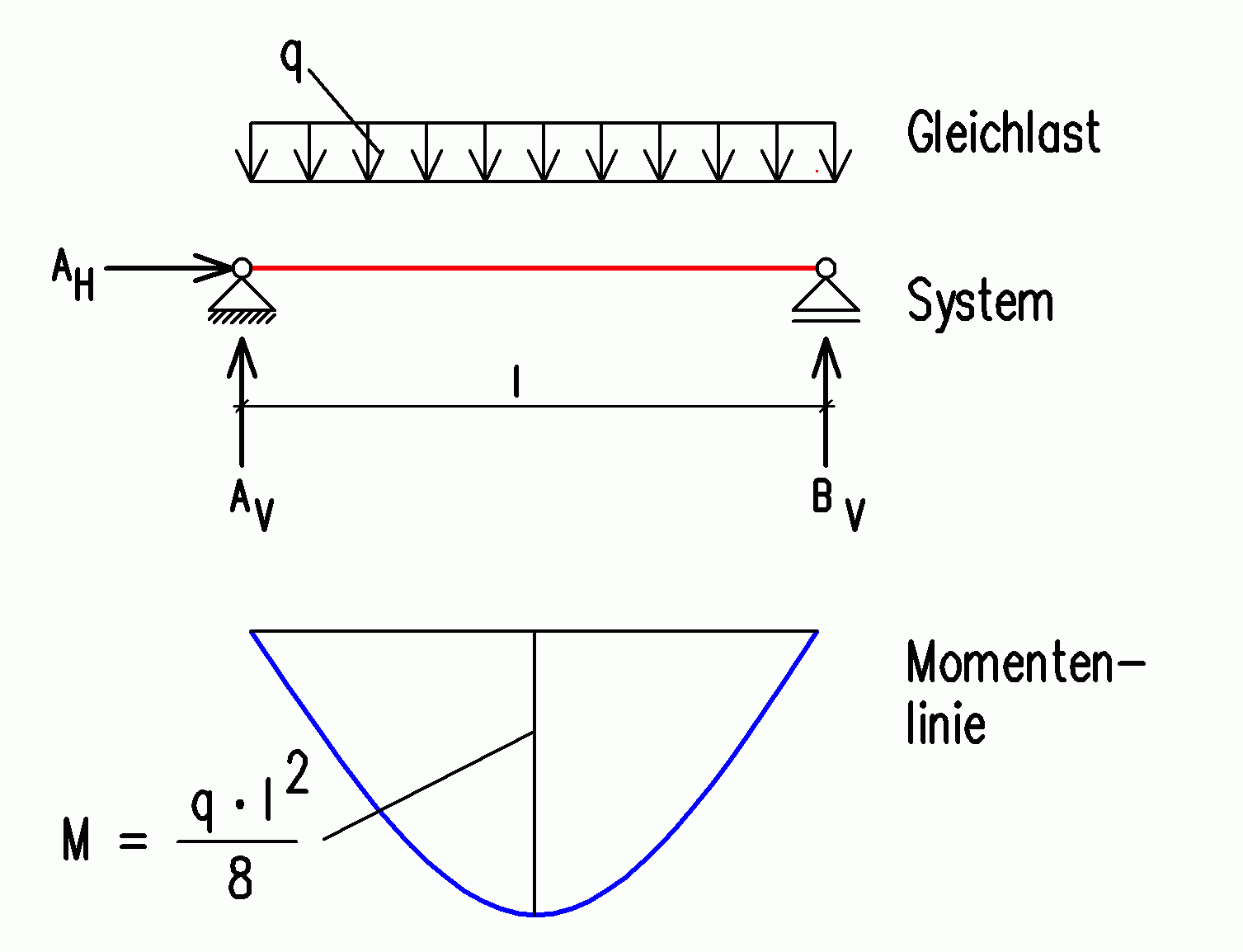
Illustration der ql²/8-Statik